# Rhaphidophora conocephala
Rhaphidophora conocephala — вид квіткових рослин із родини Araceae, роду Rhaphidophora. Це ліана, рідним ареалом якої є Філіппіни (Палаван), Індонезія (Суматра).